# Claude Wiseler
Claude Wiseler (ur. 30 stycznia 1960 w Luksemburgu) – luksemburski polityk, literaturoznawca i samorządowiec, deputowany, w latach 2004–2013 minister, przewodniczący i współprzewodniczący Chrześcijańsko-Społecznej Partii Ludowej, od 2023 przewodniczący Izby Deputowanych.

## Życiorys
Absolwent szkoły średniej Athénée de Luxembourg (1979). Kształcił się następnie na studiach z zakresu literaturoznawstwa na Université Sorbonne-Nouvelle, uzyskując magisterium z literatury nowożytnej. W 1989 doktoryzował się na Université Paris Sorbonne. W latach 1983–1987 zatrudniony jako nauczyciel w szkołach średnich, następnie do 1999 pracował głównie na stanowiskach doradczych w różnych ministerstwach. W latach 2000–2002 był przewodniczącym FLBB, krajowej federacji koszykarskiej.
Zaangażował się w działalność polityczną w ramach Chrześcijańsko-Społecznej Partii Ludowej, do której wstąpił w 1984. W latach 1995–2000 pełnił funkcję sekretarza generalnego tego ugrupowania. Od 2000 do 2004 wchodził w skład zarządu miasta w Luksemburgu.
W 1999 został po raz pierwszy wybrany na posła do Izby Deputowanych. Z powodzeniem ubiegał się o reelekcję w kolejnych wyborach. W latach 2004–2013 nie sprawował jednak mandatu w związku z pełnieniem funkcji ministerialnych w gabinetach Jeana-Claude'a Junckera. Od lipca 2004 był ministrem robót publicznych oraz ministrem do spraw służby cywilnej i reformy administracyjnej. Następnie od lipca 2009 do grudnia 2013 sprawował urząd ministra do spraw zrównoważonego rozwoju i infrastruktury. W 2013, 2018 i 2023 ponownie wybierany na deputowanego. W 2014 stanął na czele frakcji poselskiej chadeków. W 2021 został wybrany na przewodniczącego partii (od 2022 był współprzewodniczącym z Elisabeth Margue).
W listopadzie 2023 objął stanowisko przewodniczącego luksemburskiego parlamentu. W tym samym miesiącu zrezygnował z funkcji współprzewodniczącego CSV.

## Życie prywatne
Mąż polityk Isabel Wiseler-Santos Lima.

## Odznaczenia
- Order Księcia Jarosława Mądrego II klasy – Ukraina, 2025[10]